# جين سامرز
جين سامرز (بالإنجليزية: Gene Summers)‏ هو مهندس معماري أمريكي، ولد في 31 يوليو 1928 في سان أنطونيو في الولايات المتحدة، وتوفي في 12 ديسمبر 2011 في سيباستوبول في الولايات المتحدة بسبب مرض الكبد.